# Pep (cereal)

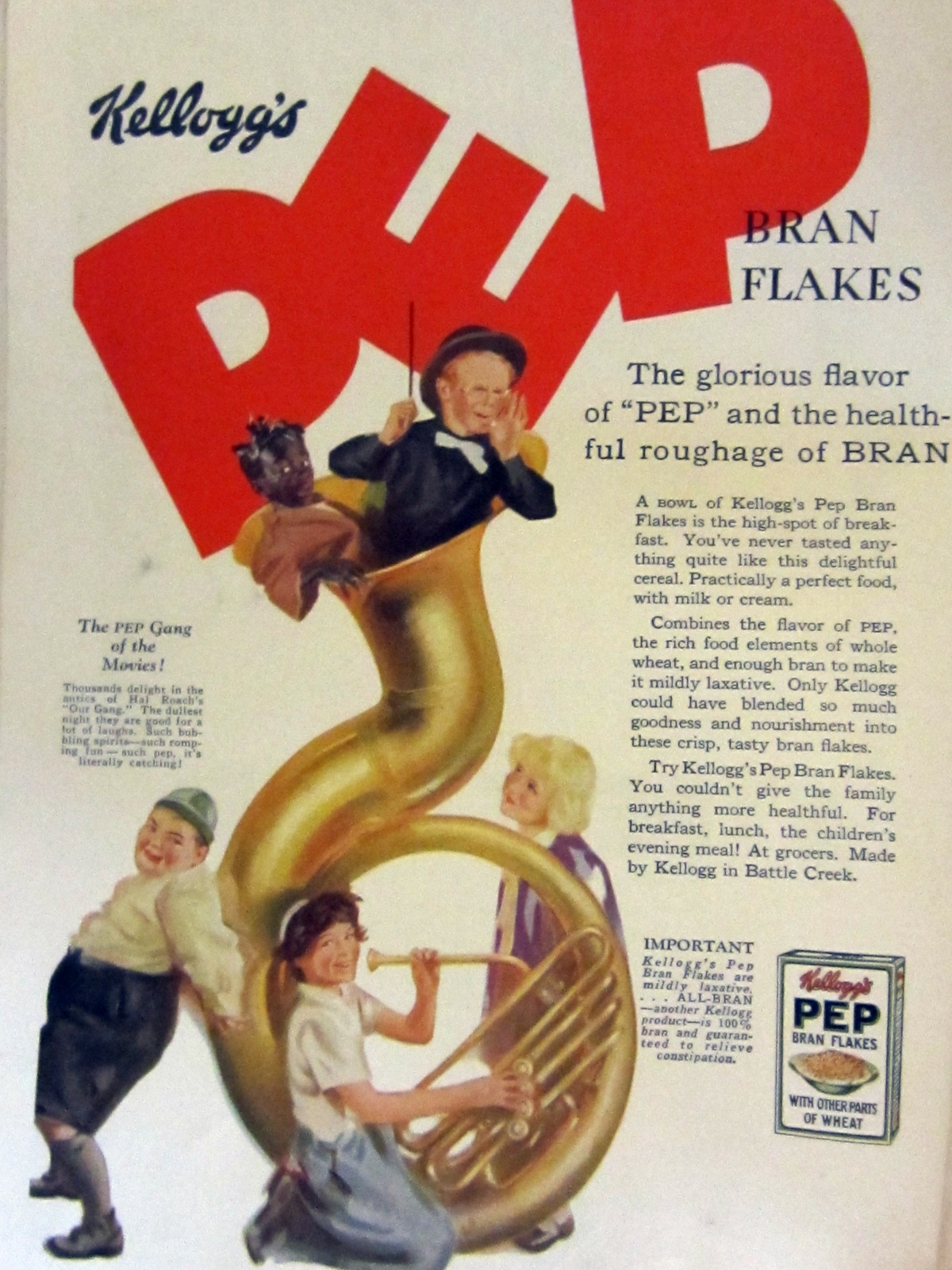
Anuncio publicitario con Our Gang (1928)

Pep era una marca de cereal integral para el desayuno producida por Kellogg Company y presentada en 1923, que se convirtió en la primera en ser fortificada con vitaminas B y D en 1938. Pep fue un rival de larga data de Wheaties, y también el patrocinador de la serie de radio The Adventures of Superman de Mutual Radio. Uno de los eslóganes publicitarios de Pep era "el cereal Sunshine".
Pep se convirtió en uno de los primeros cereales "fortificados", con un aporte de vitaminas, a partir de la década de 1930. La extensa publicidad, desde anuncios impresos hasta el patrocinio de The Adventures of Superman y los programas de televisión y radio de Tom Corbett-Space Cadet, contribuyó a mantener la marca en la conciencia del público (en particular, de los niños). Pep se incluía en "paquetes variados" de cajas de cereales Kellogg's. Su propiedad "ligeramente laxante" se mencionaba con frecuencia en los anuncios impresos. Pep perdió popularidad a medida que Kellogg's reorientó su publicidad hacia otros productos. El cereal se siguió vendiendo junto con Bran Flakes, similares a los de la compañía, en los mercados canadienses hasta principios de la década de 1990.

## Premios incluidos en el paquete
En 1945, Kellogg incluyó un premio en forma de chapas de pinback en cada caja de cereales Pep. Las chapas de Pep incluían escuadrones del Ejército de los EE. UU., así como personajes de cómics de periódicos. Había cinco series de personajes de cómics, con 18 chapas diferentes en cada set. Esto sumaba 90 chapas en el set completo, pero la chapa de Superman aparecía en todos, debido a la estrecha relación entre Pep de Kellogg y el programa de radio "The Adventures of Superman". Esto suma un total de 86 chapas de cómic únicas en el set. Las chapas de Pep en perfecto estado, al igual que los premios de muchas marcas de cereales, se han convertido en codiciados objetos de colección.